# Список кардиналов, возведённых папой римским Бенедиктом XII
Кардиналы, возведённые Папой римским Бенедиктом XII — 7 прелатов и клириков были возведены в сан кардинала на двух Консисториях за семь с половиной лет понтификата Бенедикта XII.
Самой крупной консисторий была Консистория от 18 декабря 1338 года, на которой было возведено шесть кардиналов.

## Консистория от 18 декабря 1338 года
- Гоццио Баталья, титулярный латинский патриарх Константинопольский (Авиньонское папство);
- Бертран де Дё, архиепископ Амбрёна (Франция);
- Пьер Роже, O.S.B., архиепископ Руана (Франция);
- Гийом Кур, O.Cist., епископ Альби (Франция);
- Бернард д’Альби, епископ Родеза (Франция);
- Раймон де Монфор, O. de M. (Авиньонское папство).

## Консистория от января 1339 года
- Гийом д’Ар, O.S.B., аббат монастыря Монтольё (Франция).